# 영국의 주
영국의 주 (Counties of the United Kingdom)는 영국에서 사용되는 행정·지리·정치적 지역 단위이다. 영국의 네 구성국인 잉글랜드, 스코틀랜드, 웨일스, 북아일랜드의 네 지역별로 각각 별개의 주가 설치되어 있다. 영어로 '카운티' (county)라 하는데, 이것은 미국에서는 군에 해당하기 때문에 혼동의 여지가 있어 주의가 필요하다. 한편으로 '셔' (shire)라는 명칭도 존재하는데 이는 옛날 영국에서 주를 가리키던 말로, 지금도 요크셔주, 버킹엄셔주 등의 지명에 그 흔적이 남아 있다. 스코틀랜드에서는 아예 주를 '셔'로만 부르다가 1707년 연합법으로 잉글랜드 왕국과 합병되면서 카운티라고도 부르게 되었다.
잉글랜드에서는 일찍이 중세 시대부터 지방정부 단위의 주가 설치되었다. 이후 17세기 초에 접어들면서 잉글랜드, 웨일스, 스코틀랜드, 아일랜드 전역에 주가 모두 설치되었다. 19세기 초부터는 정치, 행정상의 환경 변화에 따라 카운티라는 지역단위도 분화되기 시작했고, 이로 인해 오늘날 영국에서는 카운티라는 단어를 도시주, 전례주 등의 붙임말로 쓰는 등 여러 용도로 사용한다. 잉글랜드와 웨일스에서는 카운티라는 단위가 일반적인 지역 행정부와 동일한 기능을 행사하는 행정구역으로 자리잡았다. 하지만 대도시권 지역이나 북아일랜드에서는 이를 '단일 자치구' (Unitary Authorities)라는 행정구역으로 대체하여 카운티와 동급으로 치기도 한다. 이런 단일 자치구들은 예로부터 카운티급 자치권한을 부여받았던 독립 자치구 (County corporate)에 맞춰 설치된 것이 대부분이다. 허나 오늘날 영국에서는 행정구역으로서의 카운티와는 별개로, 한국에서의 호서, 영남과 같이 지리적, 문화적 지역구분으로서의 카운티도 중세시대 이래 오랫동안 자리잡아 사용되고 있다.

## 잉글랜드
잉글랜드는 총 48개의 전례주 (ceremonial counties)로 분할되며, 지리적 환경에 따라 구분된 것이기에 '지리주' (geographic counties)라고도 한다. 전례주는 대부분 고대로부터 기원하는 잉글랜드의 옛 39주에 따른 것이다 (다만 개중에는 1974년에 설치된 것도 있다). 옛 주를 계승한 전례주와는 별개로 도시주와 비도시주 (Metropolitan and non-metropolitan counties)라는 행정단위도 있는데, 별개로 취급되는 그레이터런던과 실리 제도를 제외하고 총 83개 주가 설치되어 있다. 도시주와 비도시주는 지역의회 설치를 위한 행정상의 단위라는 성격이 강하며, 하나의 구나 여러 개의 구가 다시 설치되어 있다. 현재 총 25주가 여러 개의 구를 두고 있으며, 주의회 (county council)가 설치되어 있다.
각각의 전례주에는 똑같은 이름의 도시주·비도시주가 분할되어 설치된 모양을 취하고 있다. 1974년 도시주·비도시주 제도 도입 당시만 하더라도 전례주와 완전 일치하도록 설치되었지만 1996년부터 여러 차례 행정구역 개편으로 인해 지금과 같은 모습이 되었다. 한편으로 1974년 이전에는 지역의회가 설치되는 행정단위는 '행정주' (Administrative Counties)라 불렀으며 전례주와는 전혀 별개로 설치되었다.

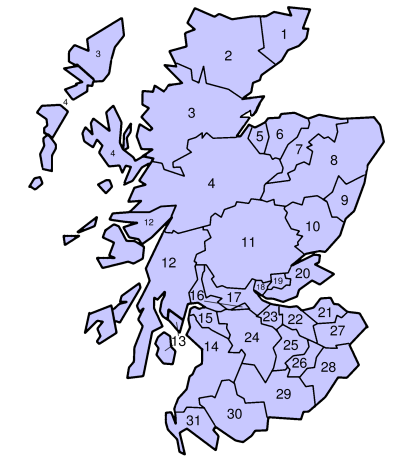
스코틀랜드의 주 (1975년)

## 스코틀랜드
스코틀랜드는 중세시대부터 시 (city), 자치시 (burgh), 행정구 (parish) 등의 행정구역을 두고 있었으나 1889년 스코틀랜드 지역정부법 제정으로 총 33개의 지방정부 주 (local government counties)가 설치되었다. 당시 주의회가 처음으로 설치되었으며, 기존에 있던 주들은 인접한 주들끼리 통합된 것은 물론, 여러 주에 걸쳐 있던 지방 행정구 (civil parish)의 경계선을 수정하였다. 이때 로스주와 크로마티주는 로스크로마티라는 하나의 주로 병합되었다.
이후 1973년 스코틀랜드 지역정부법으로 주 제도가 폐지되고 지방·구 (Regions and Districts)와 도서 의회구역 (Islands council areas)의 행정구역 체계로 개편되었다. 한 개 지방에 여러 구를 두는 식으로 개편된 것인데, 이후 1994년 스코틀랜드 지방정부법 제정에 따라 통합 의회구역 32개로 다시금 개편되었지만 모양새는 옛날 주 체계와 거의 비슷하다. 1994년 당시 도서 지역은 단일 의회구역으로 고스란히 이름만 바뀌어 변함이 없었으며, 오크니와 셰틀랜드의 경우에는 옛날 주와 변함이 없다.
이밖에도 주민등록을 위한 등록주 (Registration county)라는 행정구역도 있는데, 1855년 영국 전역에 도입된 이래 스코틀랜드에서만 오늘날까지 사용되고 있다. 여기에 국왕의 명에 따라 주지사 (Lord-Lieutenant)가 임명되는 '주지사 구역' (Lieutenancy area)이란 개념도 있다.

## 웨일스

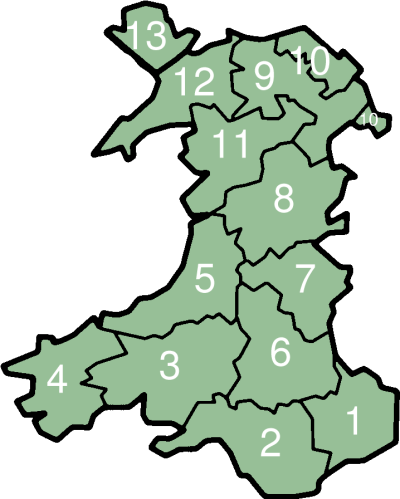
웨일스의 옛 주

웨일스의 경우에는 일찍이 1138년 펨브로크셔주가 설치되었고, 1535년 제정된 법으로 확립된 옛 13주가 존재한다. 1889년에는 이 옛 13주를 기반으로 웨일스 행정주 (Administrative Counties of Wales)가 처음 설치되었으며, 1974년에 대폭 개편되었다. 하지만 웨일스의 행정주 체계는 1996년 폐지되었고, 그때부터 잉글랜드에 도입된 단일 자치구 체계로 전환되었다. 22개 자치구 중 11구는 주 (counties)로, 나머지는 주급 자치구 (county borough)로 분류되지만, 일상적으로는 전부 '주'라고 부른다. 한편 웨일스에도 주지사가 임명되는 지역이 있는데 이를 보호주 (Preserved counties)라고 부른다. 이쪽은 1974년에 주급자치구와 인접 주를 아울러 총 8개 주를 꾸리는 식으로 정리되었다.

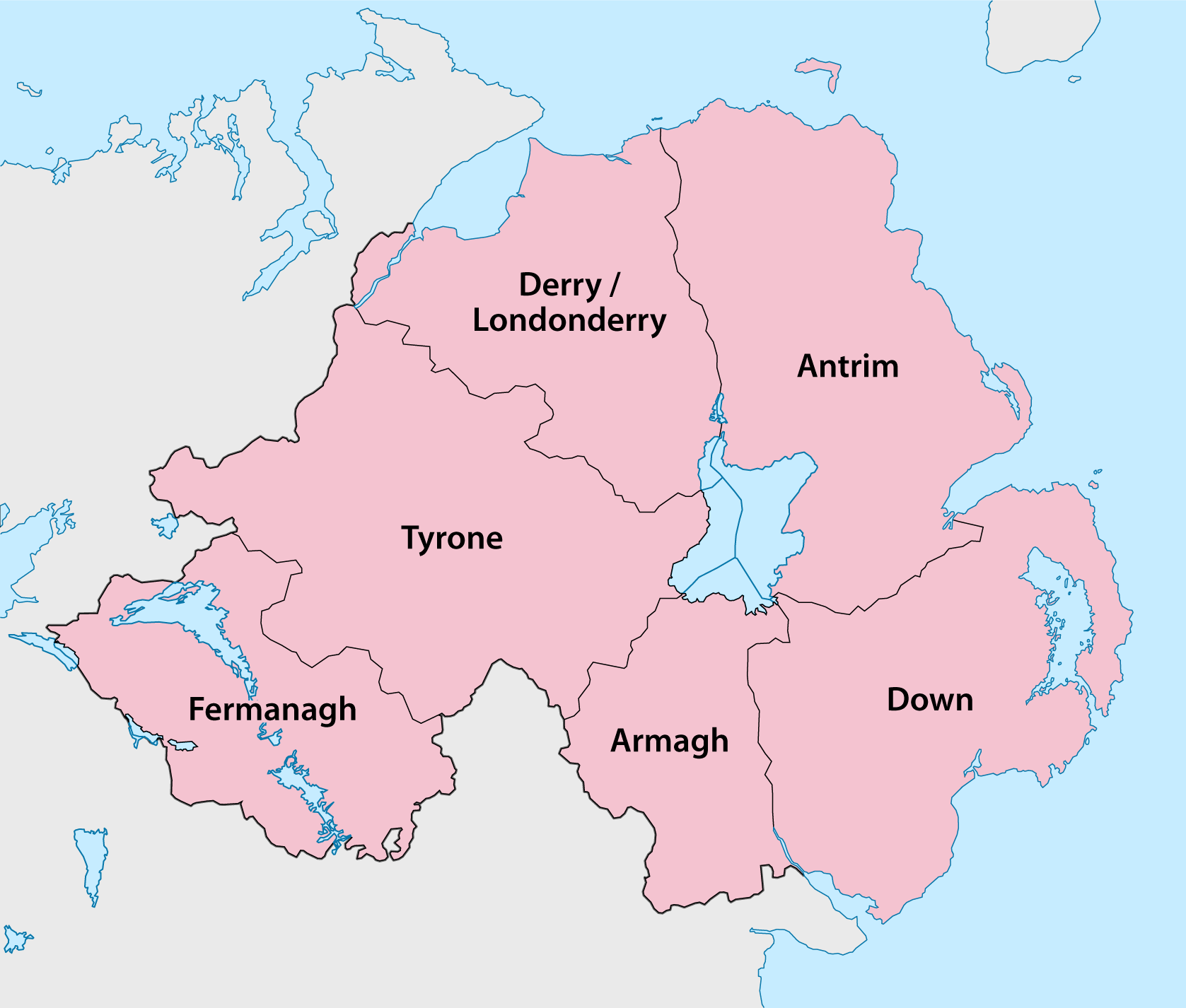
북아일랜드의 주

## 북아일랜드
북아일랜드에서는 영국의 네 구성국 중에서 유일하게 '주'라는 용어를 고스란히 사용하는 지역이다. 총 6주로 나뉘며, 티론주, 앤트림주, 다운주, 런던데리주, 퍼매나주, 아마주 순으로 크다. 북아일랜드의 주는 영국 정부 내 행정조직 설치 용도로 사용되며, 개인 사업체나 스포츠 클럽의 지역 구분용으로도 사용된다. 다만 이때는 벨파스트와 데리 시의 각 구도 별개로 쳐서 함께 구분된다.
오늘날 사용되는 6주와는 별개로 예로부터 전해져 내려오는 전통적인 6주도 따로 존재하며 이는 아일랜드 전역의 주 체계에 포함되기도 한다. 하지만 이 역시 행정구역상의 용도로는 쓰이지 않는다. 북아일랜드의 6주는 아일랜드 공화국의 더니골주, 캐번주, 모너핸주 등 3주와 더불어 옛날 아일랜드의 지방 중 하나인 얼스터를 이룬다.

## 같이 보기
- 카운티
- 영국의 행정 구역
  - 잉글랜드의 행정 구역
  - 스코틀랜드의 행정 구역
  - 웨일스의 행정 구역
  - 북아일랜드의 행정 구역